# Lateraldruckpunkt

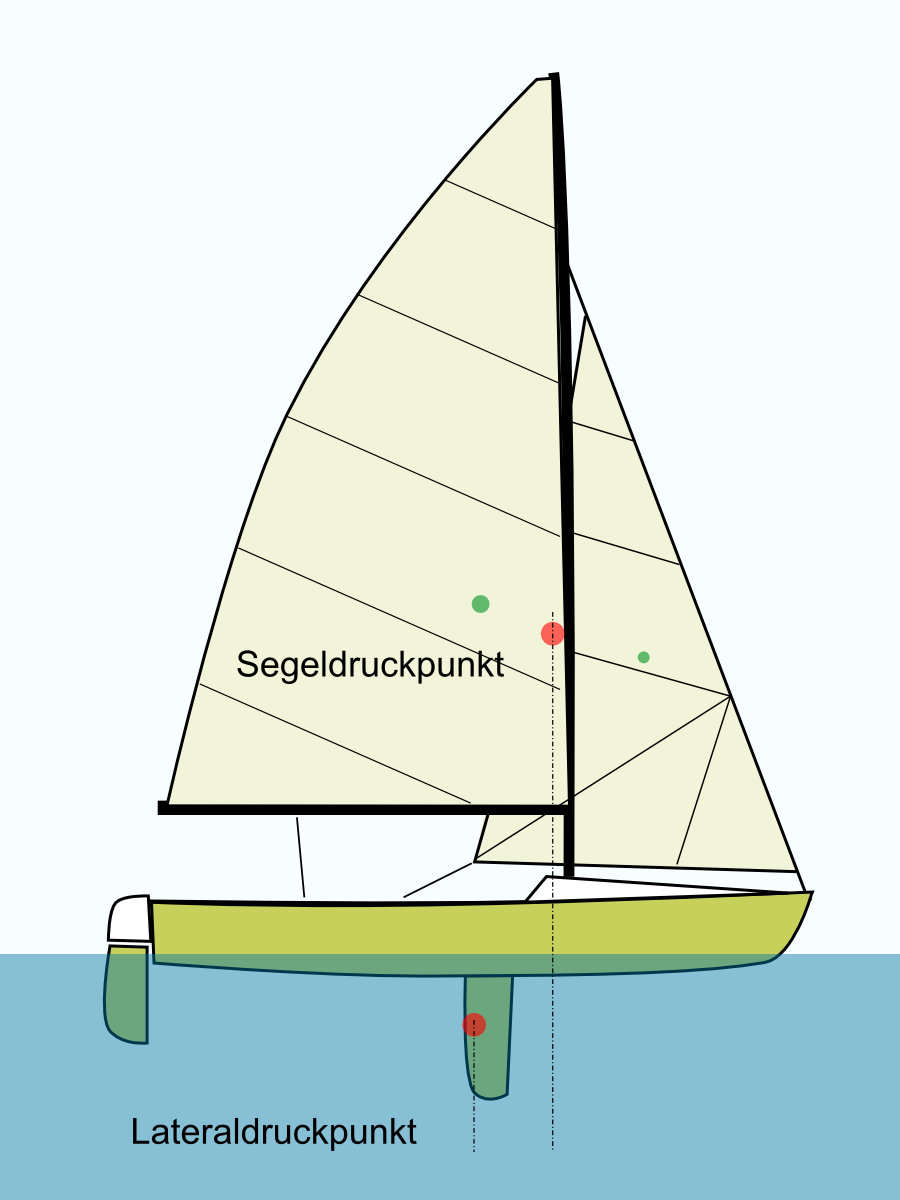
Lateraldruckpunkt und Segeldruckpunkt im Seitenriss einer Segeljolle

Der Lateraldruckpunkt eines Segelboots ist ein geometrisch ermittelbarer Punkt, der unter anderem Auskunft über das Trimmverhalten von Segelfahrzeugen gibt. Der Lateraldruckpunkt ist der Flächenschwerpunkt des Lateralplans.
Der Hebelarm zwischen Lateralpunkt und Segeldruckpunkt verursacht die Luv- und Leegierigkeit eines Bootes. Die relative Position der beiden Punkte beeinflusst somit die Richtung, in der das Boot relativ zum Wind segelt. Dies wird etwa beim Windsurfen ausgenutzt, wo nicht mit einem Ruder, sondern nur durch Verlagerung des Segels und damit des Segeldruckpunktes relativ zum Lateraldruckpunkt gesteuert wird.